# 정원 디자인

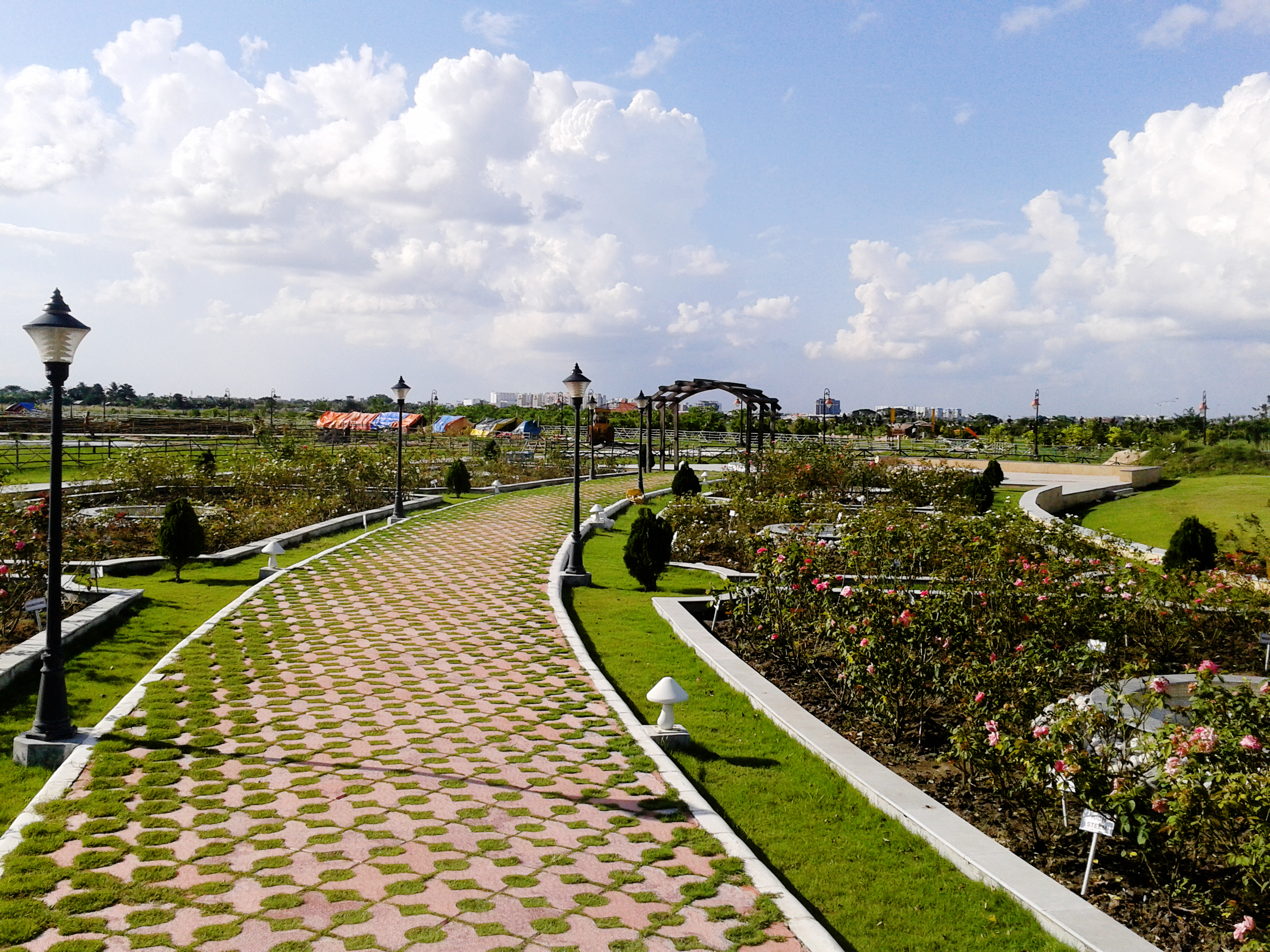
정원 디자인

정원 디자인(Garden design)은 정원과 경관의 배치와 식재를 목적으로 설계하고 계획을 세우는 기예(技藝)이자 과정이다. 정원 디자인은 정원 주인이 직접하거나 다양한 수준의 경험과 전문지식을 갖춘 전문가가 할 수도 있다. 대부분의 전문적인 정원 디자이너는 원예와 디자인 방법에 대해 훈련을 받는다. 조경기술자도 마찬가지다. 정규 훈련에는 높은 학위와 국가 자격증이 필요하다. 비전문가인 정원사는 자신의 정원에서 오랜 시간 일한 결과로 높은 수준의 경험을 얻을 수 있다. 그밖에 일상적인 학습, 숙련 정원사 양성 프로그램(Master Gardener Programs)의 깊이있는 학습, 또는 정원동호회(gardening club) 활동을 통해서도 가능하다.

## 같이 보기
- 정원
- 정원 가꾸기
- 정원 디자이너